# Генетички код
Генетички код је језик за преношење генетичке поруке од ДНК (гена) до протеина и садржана је у редоследу база на ланцу ДНК. Целокупан генетички код састоји се у једноставном комбиновању 4 типа нуклеотида ДНК: А, Г, Ц и Т. Његова је јединица низ од три нуклеотида (триплет) ДНК и он се у целини комплементарно преноси, транскрипцијом, на информациону РНК (која уместо тимина има урацил). Триплет на информационој РНК је кодон који представља шифру за једну аминокиселину, док низ кодона шифрује полипептидни ланац. Улогу преводиоца значења кодона играју транспортне РНК својим антикодонима, у процесу транслације, које истовремено и преносе аминокиселине до места синтезе протеина, до рибозома.
Скоро сва жива бића користе исти генетички код, односно генетичку шифру (зарад једноставности, у тексту ће се користити термин генетички код), која се назива стандардни генетички код, мада мали број организама користе веома мале варијације стандардног кода.
Свеукупна генетичка информација једног организма се зове геном, и сва генетичка информација се налази на молекулу ДНК. Сваки функционални регион молекула ДНК се назива ген. Сваки ген се путем процеса транскрипције, транскриптује у одговарајући молекул РНК, који се процесом транслације, преводи у азбуку којом се одређују амино киселине. Процес транслације је могућ услед постојања рибозома (као регион синтезе протеина), ензима и групе РНК молекула.
Секвенца гена која се налази на ДНК и РНК молекулима се састоји од по три нуклеотида и та тројка чини јединицу коју називамо кодон. Сваки кодон одређује једну амино киселину. Сваки нуклеотид се састоји од подгрупе коју чине фосфатна група, шећер дезоксирибозе и једна од четири могуће азотне базе, које су груписане у по две категорије пурини и пиримидини. Пуринске базе Аденин (А) и Гуанин (G) су веће и састоје се од по два ароматична прстена. Пиримидинске базе Цитозин (C) и Тимин (Т) су мање и састоје се од једног ароматичног прстена. Код молекула РНК Тимин је замењен Урацилом (U) и шећер дезоксирибозе је замењен шећером рибозе.
Како се кодон састоји од по три нуклеотида, а постоје четири различите базе, те су могуће 64 различите комбинације 43 = 64. На пример, РНК секвенца 5'- UUUAAACCC -3', се састоји од кодона UUU, AAA и CCC, и сваки од три кодона кодира по три амино киселине. Тако да ова РНК секвенца представља секвенцу протеина, који је дугачак три амино киселине.
|           |   | Друга база                                                                                             |                                                                                 | |                                                                                 |
| U         | C | A | G                                                                               | |                                                                                 |
| Прва база | U | UUU (Phe/F) Фенилаланин UUC (Phe/F) Фенилаланин UUA (Leu/L) Леуцин UUG (Leu/L) Леуцин, Start           | UCU (Ser/S) Серин UCC (Ser/S) Серин UCA (Ser/S) Серин UCG (Ser/S) Серин         | UAU (Tyr/Y) Тирозин UAC (Tyr/Y) Тирозин UAA Ochre (Stop) UAG Amber (Stop)                                                             | UGU (Cys/C) Цистеин UGC (Cys/C) Цистеин UGA Opal (Stop) UGG (Trp/W) Триптофан   |
| Прва база | C | CUU (Leu/L) Леуцин CUC (Leu/L) Леуцин CUA (Leu/L) Леуцин CUG (Leu/L) Леуцин, Start                     | CCU (Pro/P) Пролин CCC (Pro/P) Пролин CCA (Pro/P) Пролин CCG (Pro/P) Пролин     | CAU (His/H) Хистидин CAC (His/H) Хистидин CAA (Gln/Q) Глутамин CAG (Gln/Q) Глутамин                                                   | CGU (Arg/R) Аргинин CGC (Arg/R) Аргинин CGA (Arg/R) Аргинин CGG (Arg/R) Аргинин |
| Прва база | A | AUU (Ile/I) Изолеуцин, Start2 AUC (Ile/I) Изолеуцин AUA (Ile/I) Изолеуцин AUG (Met/M) Метионин, Start1 | ACU (Thr/T) Треонин ACC (Thr/T) Треонин ACA (Thr/T) Треонин ACG (Thr/T) Треонин | AAU (Asn/N) Аспарагин AAC (Asn/N) Аспарагин AAA (Lys/K) Лизин AAG (Lys/K) Лизин                                                       | AGU (Ser/S) Серин AGC (Ser/S) Серин AGA (Arg/R) Аргинин AGG (Arg/R) Аргинин     |
| Прва база | G | GUU (Val/V) Валин GUC (Val/V) Валин GUA (Val/V) Валин GUG (Val/V) Валин, Start2                        | GCU (Ala/A) Аланин GCC (Ala/A) Аланин GCA (Ala/A) Аланин GCG (Ala/A) Аланин     | GAU (Asp/D) Аспарагинска киселина GAC (Asp/D) Аспарагинска киселина GAA (Glu/E) Глутаминска киселина GAG (Glu/E) Глутаминска киселина | GGU (Gly/G) Глицин GGC (Gly/G) Глицин GGA (Gly/G) Глицин GGG (Gly/G) Глицин     |

1 Кодон AUG кодира за амино киселину Метионин и у исто време кодира регион на и-РНК молекулу где почиње транслација.

2Ово је старт кодон само код прокариота.
| Ala   | A | GCU, GCC, GCA, GCG           | Leu  | L | UUA, UUG, CUU, CUC, CUA, CUG |
| Arg   | R | CGU, CGC, CGA, CGG, AGA, AGG | Lys  | K | AAA, AAG                     |
| Asn   | N | AAU, AAC                     | Met  | M | AUG                          |
| Asp   | D | GAU, GAC                     | Phe  | F | UUU, UUC                     |
| Cys   | C | UGU, UGC                     | Pro  | P | CCU, CCC, CCA, CCG           |
| Gln   | Q | CAA, CAG                     | Ser  | S | UCU, UCC, UCA, UCG, AGU,AGC  |
| Glu   | E | GAA, GAG                     | Thr  | T | ACU, ACC, ACA, ACG           |
| Gly   | G | GGU, GGC, GGA, GGG           | Trp  | W | UGG                          |
| His   | H | CAU, CAC                     | Tyr  | Y | UAU, UAC                     |
| Ile   | I | AUU, AUC, AUA                | Val  | V | GUU, GUC, GUA, GUG           |
| Start |   | AUG, GUG                     | Stop |   | UAG, UGA, UAA                |

## Стоп и Старт Кодони
У класичној генетици, стоп кодонима су дата имена, на пример је UAG ћилибар, је UGA опал, и UAA окер. Ова имена су у ствари оригинално дата специфичним генима на којима су касније детектоване мутације ових кодона, те кодони по тим генима носе имена.
Транслација почиње са кодоном који иницира сам процес, и тај кодон је старт кодон. Међутим за разлику од стоп кодона, старт кодон сам није довољан да би транслација почела, јер су неопходни информативна РНК као и рибозоми. Док рецимо, један стоп кодон је довољан да се цео процес заустави. Најчешћи старт кодон је AUG, који такође кодира и за амино киселину Метионин. CUG и UUG, и код прокариота GUG и AUU, такође имају улогу старт кодона, али се чешће појављују.

## Читање кодона
Кодон је потпуно дефинисан у зависности од тога где ме је почетна позиција. На пример, дата је следећа секвенца 5'- GGGAAACCC -3'. Ако почнемо да читамо са првог G на левој страни, онда се секвенца састоји од кодона GGG, AAA и CCC. Ако почнемо да читамо са другог G надесно, онда се секвенца састоји од GGA и AAC (у овом примеру игноришемо два последња нуклеотида, јер чине непотпун кодон). Ако кренемо да читамо од трећег G надесно, онда се секвенца састоји од GAA и ACC. Тако да дата секвенца може да буде читана на три различита начина, и свака од ова три начина може драстично да промени ток синтезе протеина, јер ова три горе поменута начина читања производе потпуно различите амино киселине. У овом примеру прво читање је произвело амино киселине Gly-Lys-Pro, друго читање Gly-Asp, и треће је Glu-Thr.
Начин на који се овај проблем решава је помоћу јасног дефинисања где је старт кодон. Тако да обично прво појављивање AUG секвенце у молекулу РНК се узима као старт кодон. Мутације и грешке приликом ДНК репликације могу знатно да утичу или чак потпуно униште функцију протеина.

## Особине генетичког кода
Генетички код показује три важне особине: универзалност, изрођеност и очитава се без преклапања.
Универзалност значи да је генетички код исти за све биолошке врсте, односно да поједини кодони у готово свим биолошким врстама одговарају истој аминокиселини .
Изрођеност (дегенеративност) генетичког кода значи да једну аминокиселину најчешће одређује већи број кодона. Кодони који одређују исту аминокиселину често су врло слични и најчешће се разликују само у трећем нуклеотиду, тако да ако дође до замене нуклеотида то не представља и замену аминокиселине у протеину. Тиме се спречавају ефекти мутације гена.
Очитавање без преклапања значи да нуклеотиди једног кодона никада не припадају истовремено и суседним кодонима. То се може сликовито упоредити са реченицом састављеном искључиво од трословних речи. Такву реченицу је могуће исправно протумачити једино читајући је без преклапања слова из суседних речи:

ФИНТИПИДЕБОСНИЗПУТЈАОТРН
ФИН ТИП ИДЕ БОС НИЗ ПУТ ЈАО ТРН - читање без преклапања
Ф ИНТ ИПИ ДЕБ ОСН ИЗП... - читање са преклапањем (пример реченице преузет из Геном, М. Ридли)